# Phyllanthus epiphyllanthus
Phyllanthus epiphyllanthus är en emblikaväxtart som beskrevs av Carl von Linné. Phyllanthus epiphyllanthus ingår i släktet Phyllanthus och familjen emblikaväxter.

## Underarter
Arten delas in i följande underarter:
- P. e. dilatatus
- P. e. domingensis
- P. e. epiphyllanthus